# Fokker D.XXI
Fokker D.XXI – holenderski samolot myśliwski z okresu II wojny światowej, zbudowany w wytwórni Fokker.

## Historia
W 1934 roku ogłoszono konkurs na budowę nowego samolotu myśliwskiego dla lotnictwa Armii Indii Holenderskich. Wytwórnia Fokker zgłosiła na konkurs dwa projekty, dwupłatowego D.XIX będącego udoskonaloną wersją samolotu Fokker D.XVII oraz dolnopłatu oznaczonego jako Ontwerp 112, który został opracowany przez Ericha Schatzkiego.

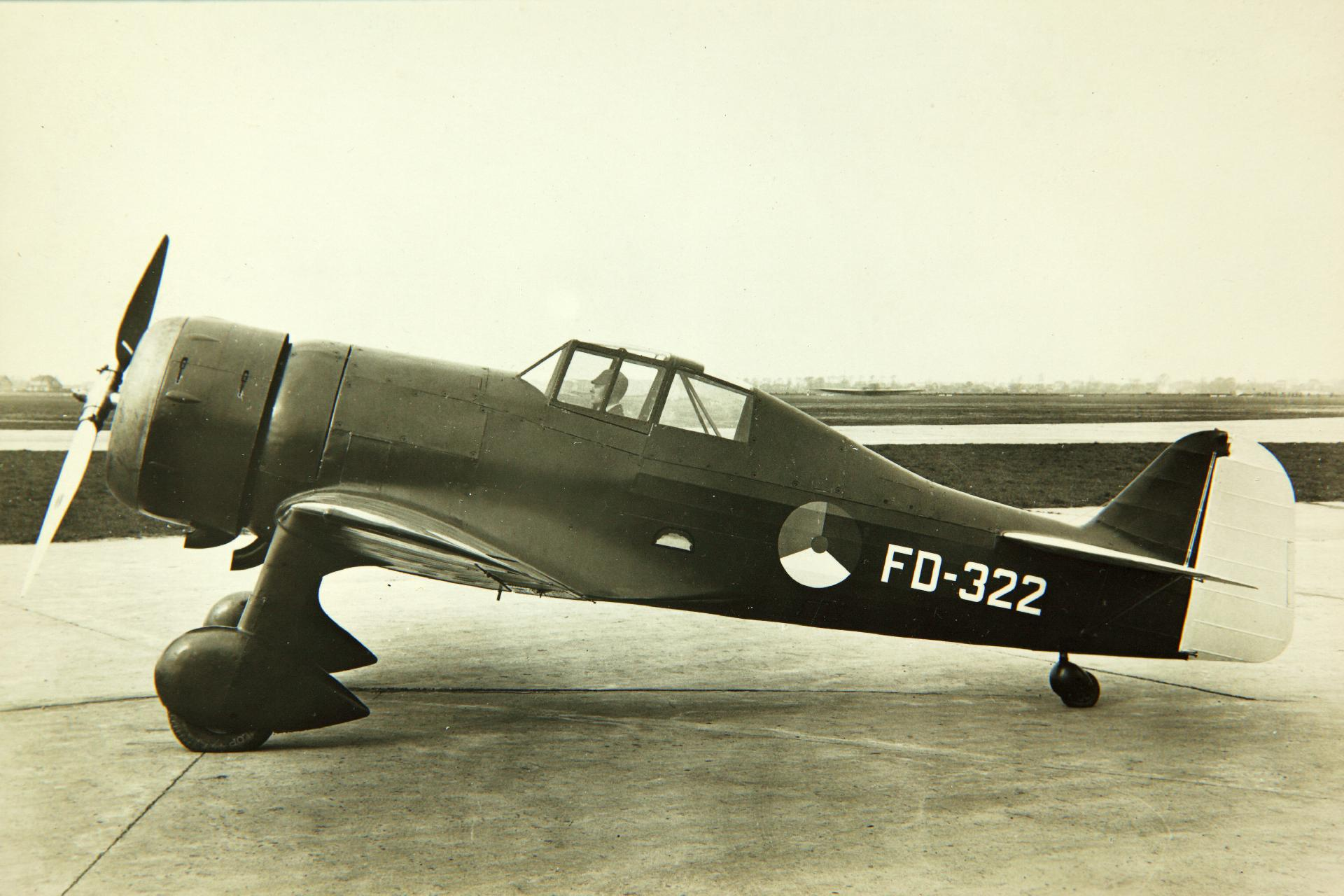
Prototyp samolotu Fokker D.XXI

W 1935 roku podpisano kontrakt na budowę prototypu drugiego z samolotów, który otrzymał oznaczenie D.XXI. Prototyp wykonał swój pierwszy lot 27 marca 1936. Próby samolotu wykazały, że posiada on dobre warunki lotne i dostateczne osiągi, lecz dowództwo lotnictwa Armii Indii Holenderskich zmieniło wtedy swoją koncepcję obrony i zrezygnowało z jego zakupu. Jednak już w listopadzie 1936 roku minister obrony Holandii polecił prowadzenie dalszych badań. 
Gdy okazało się, że nowy samolot Koolhoven F.K.58 będzie gotowy dopiero pod koniec 1938 roku, holenderskie siły powietrzne zamówiły 36 samolotów D.XXI. Produkcja samolotów zakończono w 1939 roku. W 1937 roku zbudowano również dwa samoloty tego typu z przeznaczeniem dla lotnictwa Danii, które były wyposażone w silnik Bristol Mercury VI-S o mocy 645 KM i uzbrojone w 2 karabiny maszynowe DISA kal. 8 mm. W tym samym czasie zbudowano także 7 samolotów dla lotnictwa Finlandii, które zostały uzbrojone w 4 karabiny maszynowe Vickers kal. 7,7 mm. Łącznie w Holandii zbudowano w latach 1936 - 1939 46 samolotów D.XXI.
W Danii, która zakupiła licencję na budowę 10 samolotów, w 1939 roku zbudowano jeszcze trzy samoloty tego typu, które nosiły oznaczenie Typ III J. Również w Finlandii w latach 1938 - 1944 produkowano samoloty D.XXI na licencji, gdzie zbudowano ich 90. Część samolotów wyprodukowanych w Finlandii została przystosowanych do działań rozpoznawczych.

## Wersje samolotu

### Wersje produkcyjne
- D.XXI - prototyp o numerze seryjnym FD-322
- D.XXI-1
  - 2 egzemplarze dla Danii stanowiące wzorzec serii, wyposażone w silnik Bristol Mercury VI-S (645 KM ), uzbrojone w 2 karabiny maszynowe DISA kal. 8 mm w skrzydłach (duńskie numery rejestracyjne J-41 i J-42).
  - 10 egzemplarzy zbudowanych na licencji w Danii (Haerens Flyvertroppernes Vaerkstader) wyposażone w silnik Bristol Mercury VIII (duńskie numery rejestracyjne od J-43 do J-52).

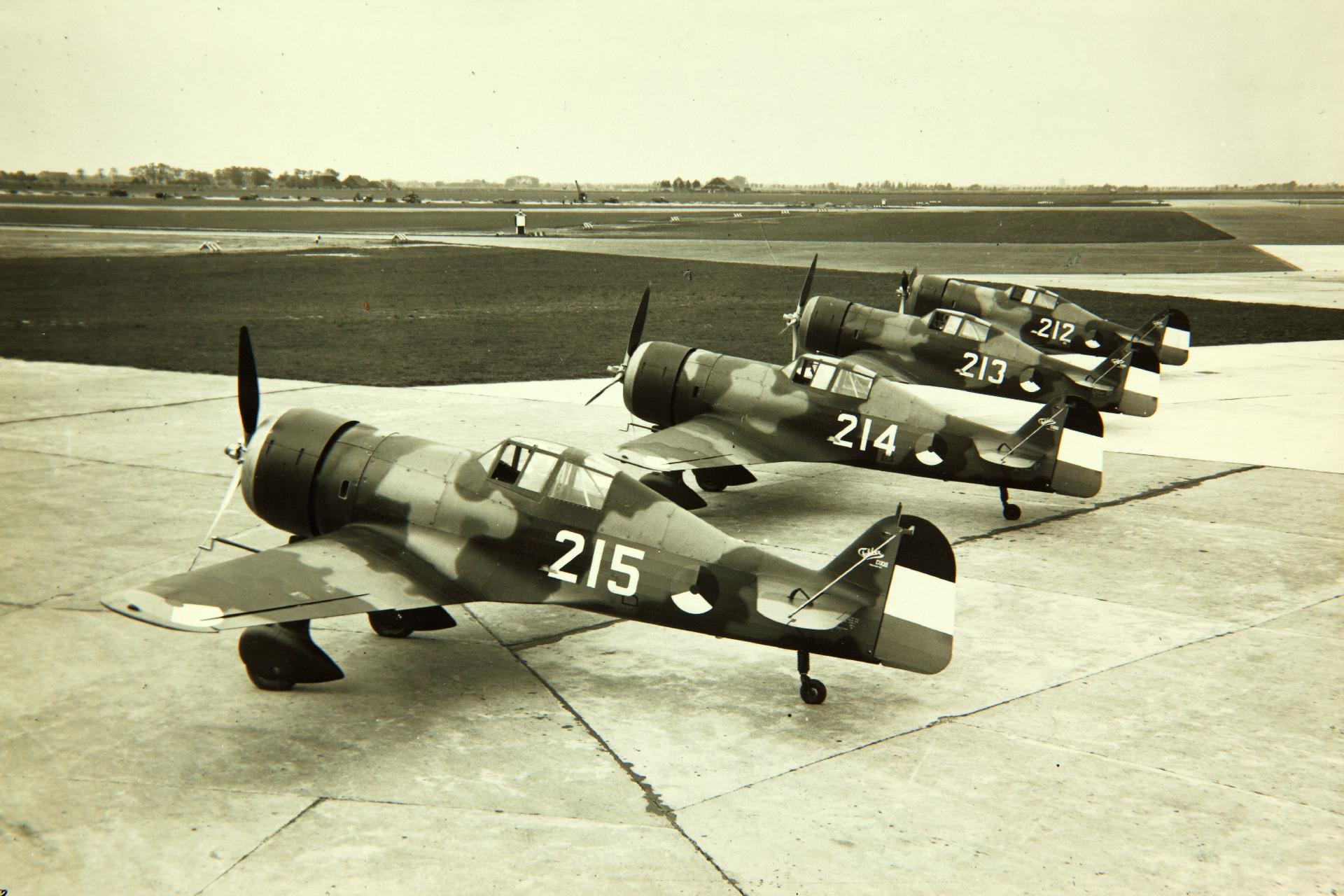
Samoloty Fokker D.XXI w barwach lotnictwa holenderskiego w malowaniu obowiązującym do 1939 roku

- D.XXI-2 - 43 egzemplarzy w tym 36 dla Holandii (numery seryjne 212-247) i 7 dla Fińskich Sił Powietrznych (numery od FR-76 do FR-82), napęd stanowił silnik Bristol Merkury VIII o mocy 830 KM, samoloty holenderskie uzbrojone były w 4 karabiny maszynowe FN-Browning M.36 7,9 mm, natomiast samoloty fińskie uzbrojone były w 4 karabiny maszynowe 7,7 mm Vickers.
- D.XXI-3 - wersja budowana na licencji w Finlandii przez Valtion Lentokonetehadas wyposażona w silnik PZL/Merkury VIII lub silnik Tampella/Merkury VIII oba o mocy 830 KM, uzbrojenie zmieniono na 4 karabiny maszynowe 7,7 mm Browning, ponadto dokonano wielu mniejszych zmian, łącznie zbudowano 35 samolotów tej serii (numery od FR-83 do FR-117).
- D.XXI-4 - poprawiona wersja D.XXI-3 zbudowana w 50 egzemplarzach w Finlandii przez Valtion Lentokonetehadas, w porównaniu do wersji D.XXI-3 samoloty tej wersji wyposażone były m.in. w silnik Pratt & Whitney R-1535-SB4 Twin Wasp Junior o mocy 830 KM, większą płetwę ogonową, zmienioną osłonę silnika w celu poprawy widoczności i inne oszklenie kokpitu (numery od FR-118 do FR-167). Na jednym z samolotów tej serii testowano z powodzeniem chowane podwozie.
- D.XXI-5 - wersja budowana w Finlandii i wyposażona w silnik Bristol Pegasus X o mocy 920 KM, zbudowano 5 egzemplarzy.

### Wersje planowane
- Projekt 150 - proponowana wersja napędzana silnikiem Bristol Hercules.
- Projekt 151 - planowana wersja napędzana silnikiem Rolls-Royce Merlin.
- Projekt 152 - rozważana wersja napędzana silnikiem Daimler-Benz DB 600H.

## Użycie w lotnictwie
- Dania: 2 dostarczone i 10 zbudowanych na licencji
- Finlandia: 7 dostarczonych i 90 zbudowane na licencji
- Holandia: 36
- Hiszpania: do zakończenia wojny domowej prawdopodobnie został zbudowany tylko 1 egzemplarz
- III Rzesza: kilka egzemplarzy do testów zostało przejęte od Holandii po zajęciu tego państwa

### Holandia

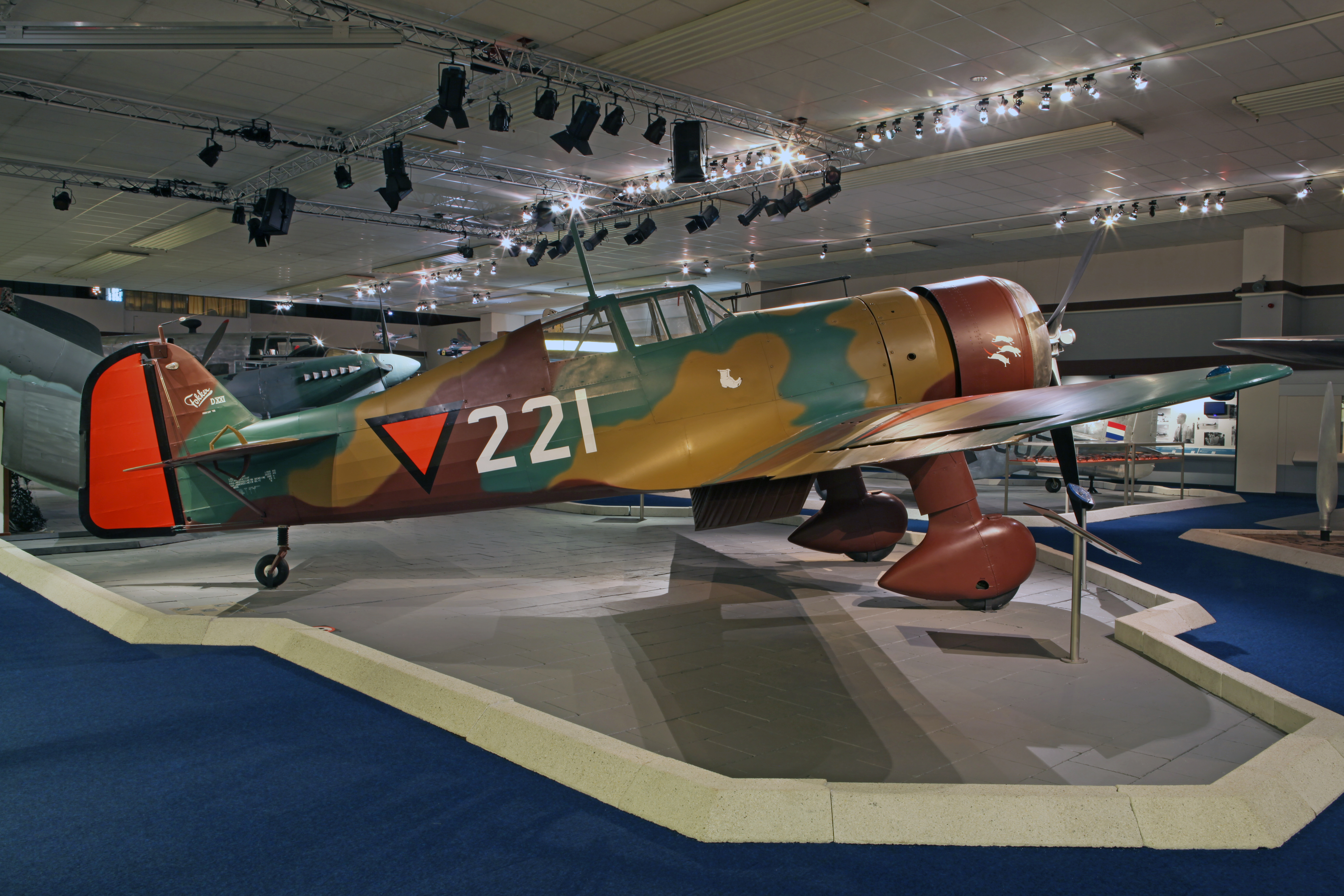
Replika Fokkera D.XXI w malowaniu sił powietrznych Holandii stosowanym na początku II wojny światowej

Samoloty D.XXI znalazły się na wyposażeniu trzech dywizjonów myśliwskich: 1 Dywizjonu (1. JaVA) bazującego na lotnisku De Kooy, 2 Dywizjonu (2. JaVA) bazującego na lotnisku Schiphol i 5 Dywizjonu (5. JaVA) bazującego na lotnisku Ypenburg. 
Już we wrześniu 1939 roku samoloty te zestrzeliły pierwszy niemiecki samolot Junkers Ju 88, który naruszył przestrzeń powietrzną neutralnej Holandii. Później jeszcze kilkakrotnie walczyły z samolotami niemieckimi, jak również brytyjskimi, które przekroczyły granice holenderskie.
W momencie ataku wojsk niemieckich na Holandię w maju 1940, w lotnictwie holenderskim znajdowały się 32 samoloty tego typu, z tego 29 sprawnych. Wzięły one udział w walkach z samolotami Luftwaffe, w trakcie których uzyskano 16 zwycięstw oraz 17 prawdopodobnie. Zniszczonych zostało 20 samolotów. 
Kilka z samolotów dostało się w ręce Niemców i przynajmniej jeden samolot tego typu (numer boczny 215) otrzymał niemieckie znaki rozpoznawcze i był testowany przez Luftwaffe. Później przekazano go do berlińskiego Muzeum Lotnictwa, gdzie był eksponowany nieopodal polskiego PZL P.11. Egzemplarz ten najprawdopodobniej został zniszczony podczas bombardowania Muzeum w 1943 roku.

### Finlandia

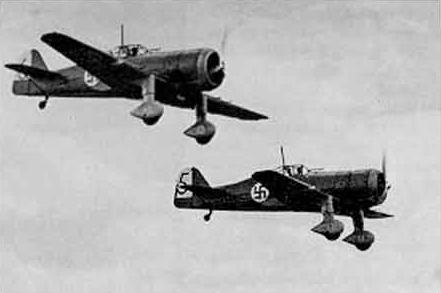
Samoloty D.XXI w barwach lotnictwa fińskiego

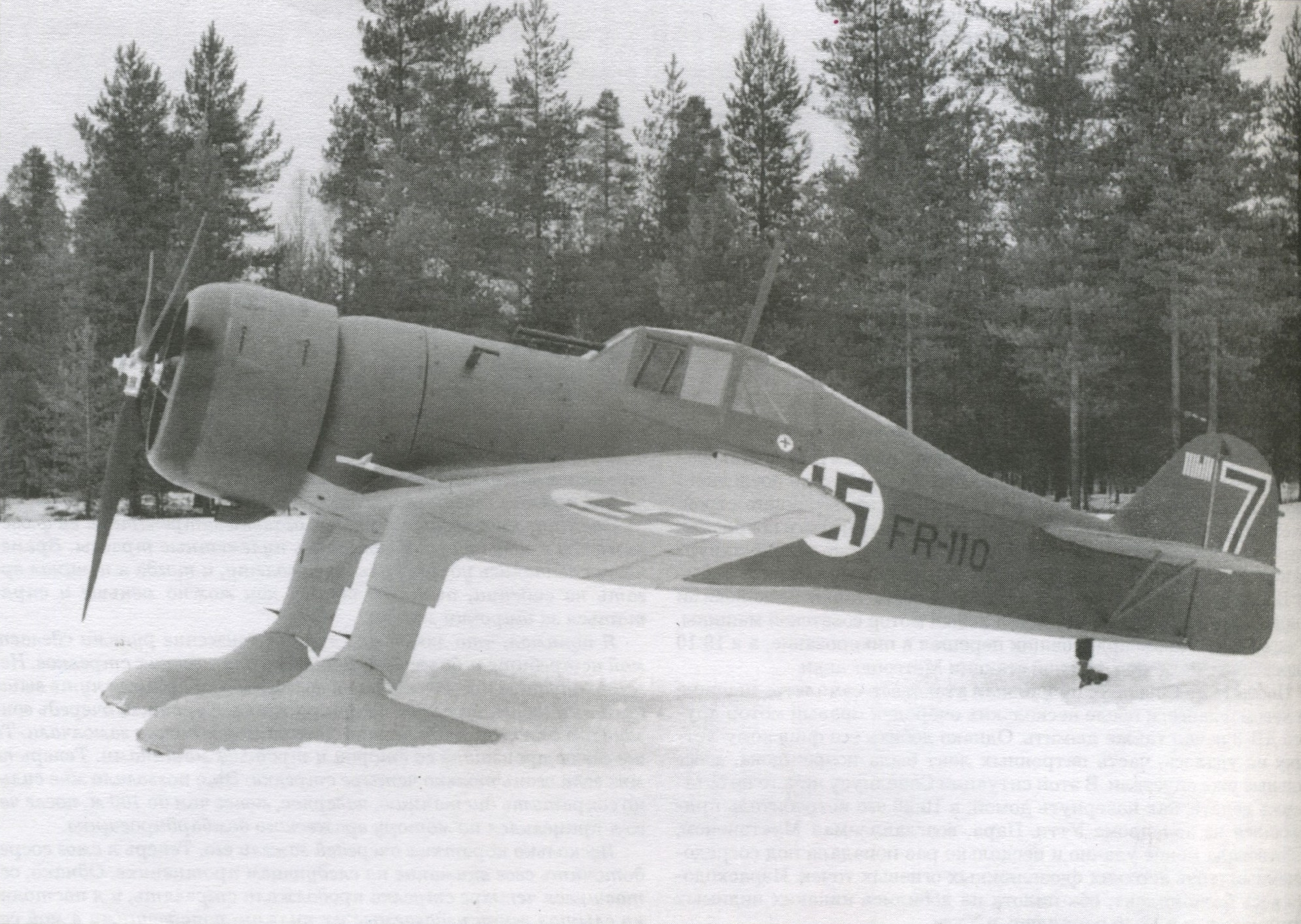
Samolot Fokker D.XXI (FR-110) w barwach lotnictwa fińskiego, grudzień 1939 rok

Finowie posiadali 97 maszyn tego typu i z powodzeniem wykorzystali je w wojnie zimowej na przełomie 1939-1940. W początkowym okresie wojny samoloty te dobrze się spisywały w fińskich warunkach, jednak wraz z wprowadzeniem do walki nowych radzieckich myśliwców, ujawniły się jego wady, do których należały zbyt mała moc silnika i słabe uzbrojenie.

### Dania
W lotnictwie Danii służyło 8 samolotów Fokker D.XXI (4 samoloty nie zostały wprowadzone do służby liniowej)
W czasie zajmowania Danii w 1940 roku przez wojska niemieckie, podczas ataku I/ZG1 w dniu 9 kwietnia na lotnisko Vaerløse 11 samolotów  różnych typów zostało zniszczonych na ziemi, a 14 uszkodzonych. 
W późniejszym okresie samoloty lotnictwa duńskiego znalazły się na Kløvenmarken, gdzie były składowane. W 1943 roku zostały przejęte przez Niemców i prawdopodobnie zezłomowane.

## Egzemplarze muzealne

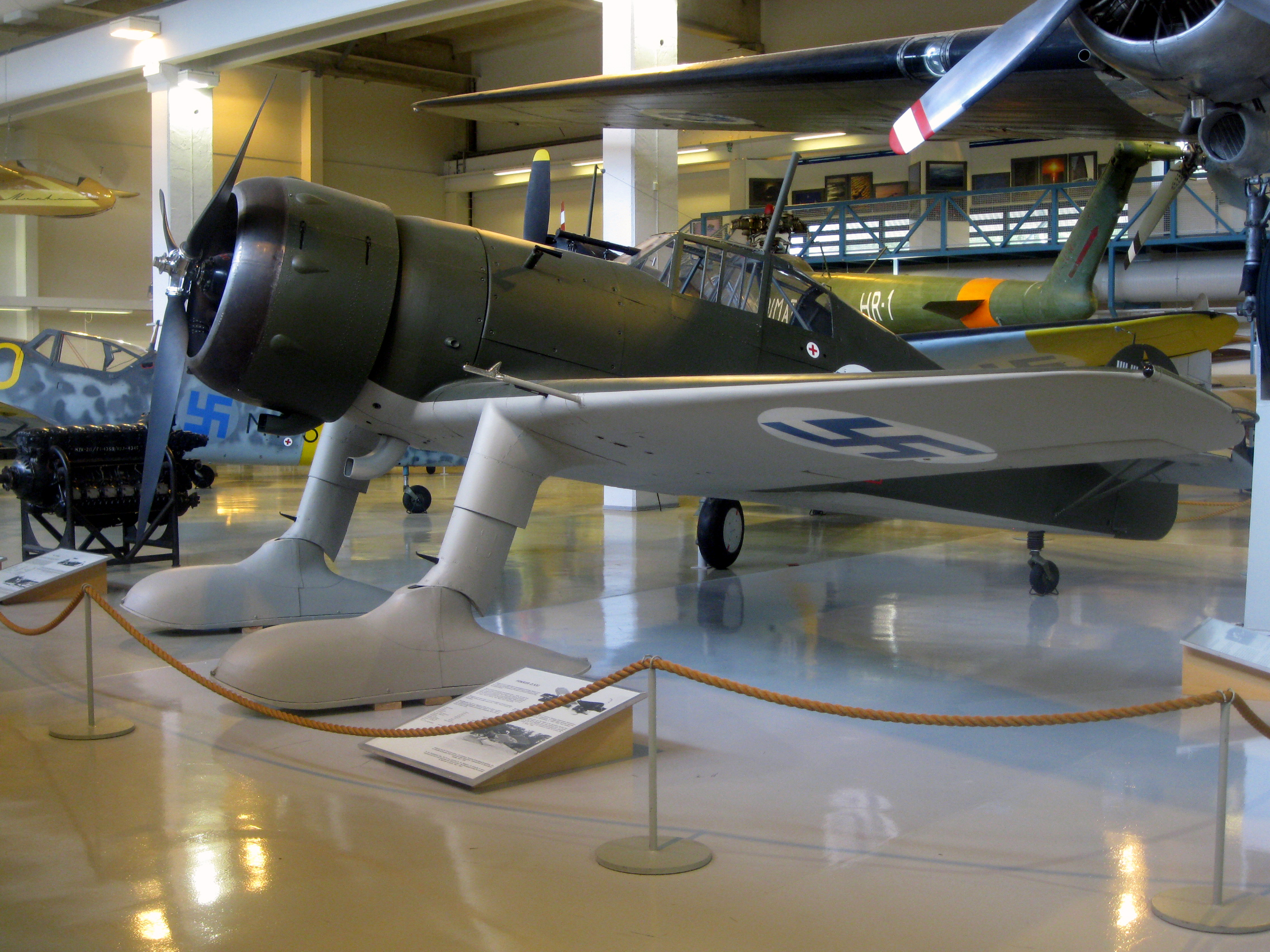
Fokker D.XXI (FR-110) w Muzeum Sił Powietrznych Finlandii

- Muzeum Sił Powietrznych Finlandii wystawia egzemplarz Fokkera D.XXI o numerze seryjnym FR-110, który został odrestaurowany z wykorzystaniem części z samolotów FR-81 i FR-137.
- Militaire Luchtvaart Museum w Soesterberg wystawia replikę samolotu w barwach lotnictwa wojskowego Holandii.